# MG Baltic
MG Baltic — концерн
Президент, одноосібний власник концерна «MG Baltic» — Дарюс Моцкус.

## Володіє
- «Мінераліняй вандяніс»
- Apranga

## Структура
- «MG Baltic Investment», 1995 (UAB «Ifanta») :
  - AB Apranga
  - UAB LNK
  - UAB NEO-PRESS
  - UAB Mitnija
- Holding MG Baltic Trade:
  - Mineraliniai vandenys: 2003,Stumbras, AB «Biofuture»,
  - «Tromina»
- MG Valda:
  - UAB «MG Valda»
  - Megarenta.

## Інвестиції
MG Baltic — литовська інвестиційна компанія, девелопер проектів нерухомості з річним оборотом близько 215 млн євро і інвестпроектами на суму 75 млн євро.
Наприкінці 2003 року MG Baltic в суперництві з Latvijas balzams виграв конкурс на право приватизації виробника алкогольної продукції Stumbras. У квітні 2004 року концерн MG Baltic придбав у Bonnier group литовський телевізійний канал LNK.